# Air Moldova
Air Moldova war die nationale Fluggesellschaft der Republik Moldau mit Sitz in Chișinău und Basis auf dem Flughafen Chișinău. Sie war seit September 2018 in Besitz der Civil Aviation Group, deren Investoren aus Moldau sowie die rumänische Blue Air sind.

## Geschichte

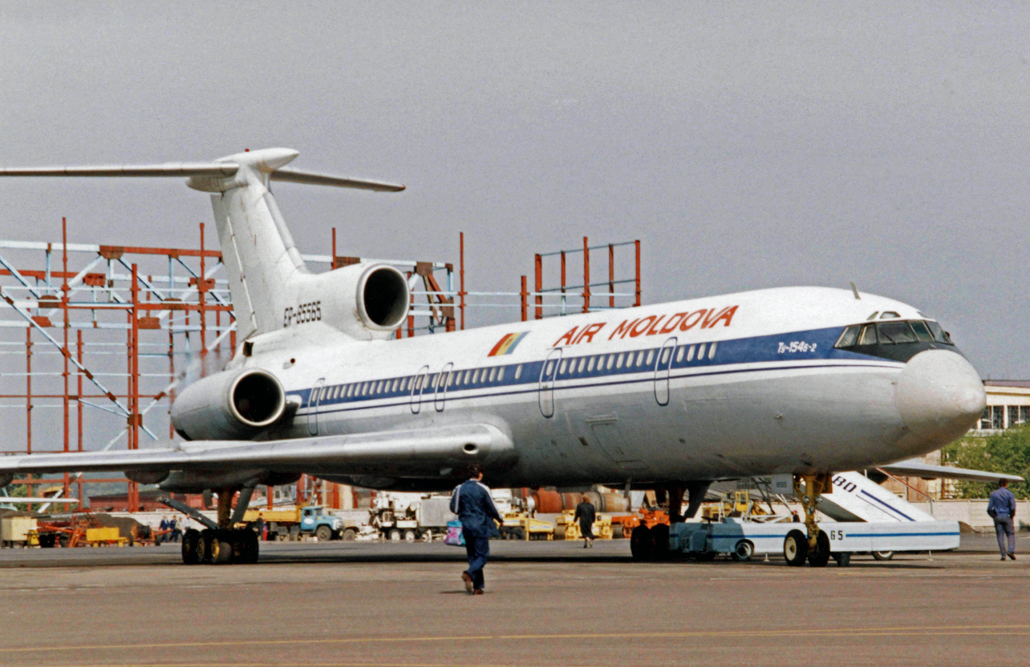
Tupolew Tu-154B-2 der Air Moldova im Jahr 1994

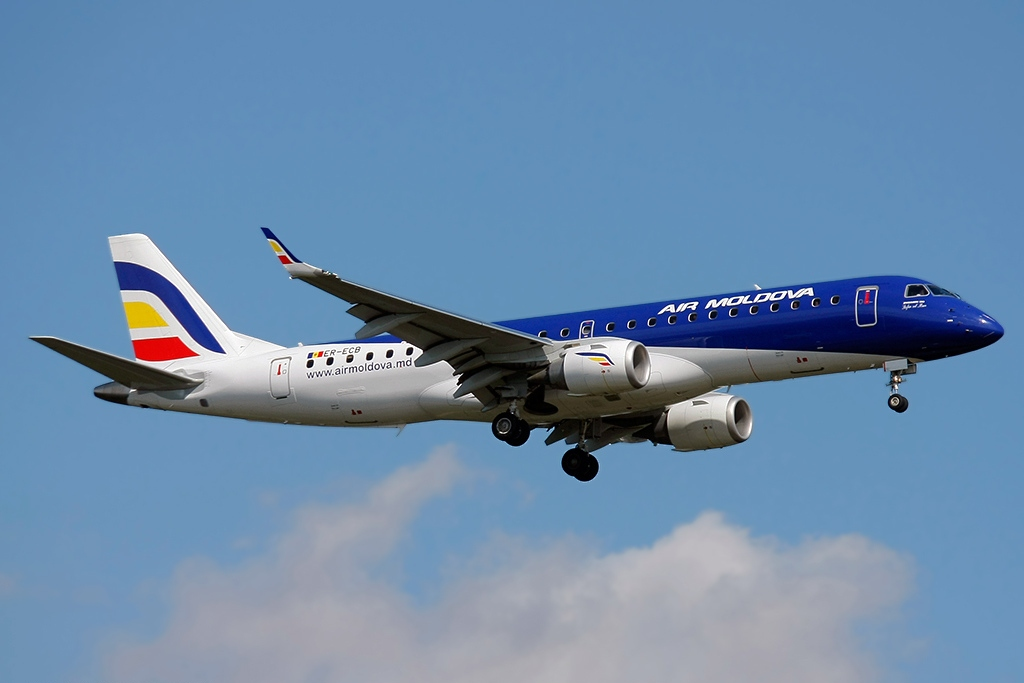
Embraer 190 der Air Moldova

Air Moldova wurde am 12. Januar 1993 auf Präsidialbeschluss gegründet und ging aus der ehemaligen sowjetischen Aeroflot-Division hervor. Erst ab 1995, als der Heimatflughafen in Chișinău den Status eines internationalen Flughafens erhielt, konnten regelmäßige Flugverbindungen mit Tupolew Tu-154 aufgenommen werden. Aufgrund der schwierigen Versorgungslage unter anderem von Kerosin wurden lediglich Flüge nach Tel Aviv durchgeführt.
Zur Jahrtausendwende verbesserte sich die Lage und mit Embraer EMB 120 und ERJ 145 wurden erstmals Flugzeuge aus westlicher Produktion geleast. Zudem wurden Flüge nach Westeuropa angeboten und ein neues Corporate Design eingeführt.
Mit Erhalt von zwei Airbus A320-200 in den Jahren 2003/2004 konnten mehr Passagiere befördert werden. Am 13. Juli 2004 wurde Air Moldova IATA-Mitglied.
Im Jahre 2010 erhielt Air Moldova die erste Embraer 190, die sie direkt bei Embraer bestellt hatte.
Seit 2019 laufen Untersuchungen der moldauischen Staatsanwaltschaft gegen die Fluggesellschaft. Es steht der Verdacht der Geldwäsche im Rahmen der Privatisierung 2018 im Raum. Mitte Oktober 2019 wurden zwei Flugzeuge und 38 Millionen US-Dollar beschlagnahmt.
Am 9. Februar 2021 wurde ein Airbus A319 (ER-AXL) am Flughafen Dublin wegen Schulden an eine Leasingfirma beschlagnahmt.
Am 2. Mai 2023 stellte die Gesellschaft den Flugbetrieb und den Ticketverkauf bis auf weiteres ein, außerdem reichte die Fluggesellschaft Air Moldova beim Gericht den Antrag auf Genehmigung der beschleunigten Umstrukturierung des Unternehmens ein.
Im August 2023 erklärte die Zivilluftfahrtbehörde (AAC) von Moldawien die Aussetzung des Luftverkehrsbetreiberzeugnisses (AOC) von Air Moldova, da es keine Flugzeuge mit gültigen Lufttüchtigkeitszeugnissen gibt.

## Flugziele
Air Moldova bediente von Chișinău aus diverse europäische Ziele. In den deutschsprachigen Ländern wurden Frankfurt, Wien und Genf angeflogen. Seit 31. März 2020 wurde auch Berlin angeflogen. Ab August 2022 war Leipzig ein neues Ziel. Die Flüge nach Leipzig wurden aber bereits im April 2023 wieder eingestellt.

## Flotte

### Aktuelle Flotte
Mit Stand Mai 2023 bestand die Flotte der Air Moldova aus einem Flugzeug mit einem Alter von 18,2 Jahren:

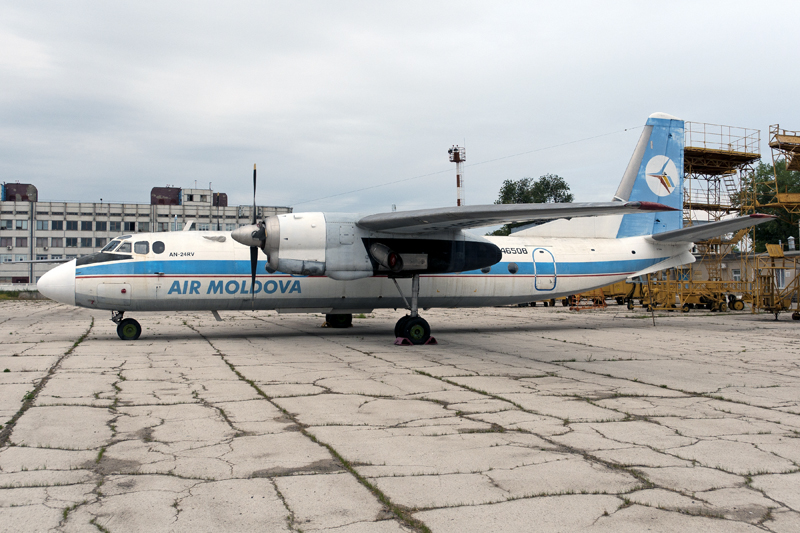
Antonow An-24 der Air Moldova

| Flugzeugtyp     | Anzahl | bestellt | Anmerkungen | Sitzplätze (Business/Economy) |
| --------------- | ------ | -------- | ----------- | ----------------------------- |
| Airbus A320-200 | 1      |          | inaktiv     |                               |
| Gesamt          | 1      | –        |             |                               |

### Ehemalige Flugzeugtypen
- Airbus A319-100
- Airbus A321-200
- Antonow An-2R
- Antonow An-24
- Tupolev TU-154
- Embraer EMB 120
- Embraer ERJ 145
- 2 Embraer 190

## Zwischenfälle
Air Moldova verzeichnete in ihrer Geschichte einen Zwischenfall mit Totalverlust eines Flugzeuges:
- Am 27. August 1996 kollidierte eine Antonow An-2R (Luftfahrzeugkennzeichen ER-33647) bei der Düngung eines Feldes bei Pelinia im Rajon Drochia mit einer Hochspannungsleitung und stürzte ab. Die zwei Insassen kamen ums Leben.[15]